# 道の駅なんごう (青森県)
道の駅なんごう（みちのえき なんごう）は、青森県八戸市南郷にある青森県道42号名川階上線の道の駅である。愛称は蕎麦とJAZZの里、グリーンプラザ・なんごう。
なお、隣接するスポーツ施設「カッコーの森エコーランド」も本稿（カッコーの森エコーランド）にて記述する。

## 施設
- 駐車場
  - 普通車：214台
  - 大型車：7台
  - 身障者用駐車場：5台
- トイレ （いずれも24時間利用可能）
  - 男：大 3器、小 12器
  - 女：10器
  - 身障者用：2器
- 公衆電話：2台
- 公衆FAX：1台
- 農産物直売所（9:00 - 19:00 冬期 - 18:00）
- レストラン・そば処三稜荘（11:00 - 19:00 冬期 - 18:00）
- ジャズの館南郷（11:30 - 19:00 冬期 - 18:00）
- 屋内温水プール（13:00 - 20:30 土日祭日・夏休み 10:00 - ）
- 宿泊施設

## 南郷スポーツ施設「カッコーの森エコーランド」
南郷スポーツ施設「カッコーの森エコーランド」（なんごうスポーツしせつ カッコーのもりエコーランド）はこの「道の駅なんごう」に隣接している総合運動公園。
公園内には野球場、陸上競技場、体育館、テニスコートなどのスポーツ施設がある。
屋外ステージは毎年7月に行われる南郷サマージャズフェスティバルの会場となっている。

### 陸上競技場
日本陸上競技連盟公認全天候型400mトラックがあり、天然芝グラウンドでは各種球技も行われる。スタンド席はなく、全方位芝生席である。かつてヴァンラーレ八戸が東北社会人サッカーリーグに所属していた2006年から2013年までは、当地をホームスタジアムとしてほぼ全てのホーム戦を開催していた。JFLに昇格した2014年からはホームスタジアムを八戸市東運動公園と五戸町ひばり野公園の両陸上競技場、2016年以後はJリーグ参入を見越して建設された八戸市多賀多目的運動場に変更したため、以後当地でのホーム戦は行っていない。現在は、東北社会人リーグやヴァンラーレの下部組織の試合会場として使われている。

## アクセス
- 青森県道42号名川階上線
  - 八戸自動車道 南郷IC
  - 国道340号

### バス停留所
『道の駅なんごう』バス停
- 岩手県北バス南部支社（いずれも一部便のみ乗り入れ）
  - 市ノ沢線
  - 軽米線
- 南郷コミュニティバス（八戸市が三八五交通に運行を委託）：南部バスと接続

## 周辺（八戸市南郷地区内）
- 八戸市役所南郷事務所
- 南郷郵便局
- 八戸市南郷文化ホール
- 八戸市立南郷図書館
- 山の楽校
- 世増ダム（青葉湖）

### 道の駅
- 道の駅なんごう
- 道の駅なんごう (道の駅なんごう-590108864486127) - Facebook
- 道の駅なんごう (@HJqCIGbtpcaphUo) - X（旧Twitter）
- 東北の道の駅

### 隣接施設
- 南郷スポーツ施設「カッコーの森エコーランド」
- 陸上競技場